# 悲しみのキズ
『悲しみのキズ』（かなしみのキズ）は、日本の歌手・北出菜奈の6枚目のシングル。2005年7月20日発売。発売元はエスエムイーレコーズ。

## 概要
初回分のみゲームオリジナル「ハガレン」ダブルジャケット仕様となっており、スペシャルコラボカード封入。PV監督は嶋村順二。
PS2専用ソフト『鋼の錬金術師3 神を継ぐ少女』テーマソング。

## 収録曲
1. 悲しみのキズ(4:23)
作詞：北出菜奈／作曲：山口寛雄／編曲：西川進
2. Call me(3:59)
作詞：北出菜奈／作曲・編曲：西川進
3. 悲しみのキズ (Instrumetal)(4:23)

## 収録アルバム
- オリジナル『18 -eighteen-』（2005年8月24日））
- ベスト『Berry Berry SINGLES』（2006年12月13日）
- ベスト『鋼の錬金術師 THE BEST』（2012年2月29日）